# Gotland-Ringelnatter
Die Gotland-Ringelnatter (Natrix natrix gotlandica) ist eine Unterart der gemeinen Ringelnatter, die endemisch auf der schwedischen Insel Gotland sowie auf benachbarten Inseln vorkommt.

## Merkmale
Die Unterart ist mit einer Gesamtlänge von weniger als einem Meter kürzer als die Nominatform (Natrix natrix natrix). Weibchen sind größer als Männchen und durchschnittlich 74 cm lang, wobei einzelne Exemplare eine Länge von 95 cm erreichen. Die durchschnittliche Länge der Männchen beträgt 55 cm, bei einer Maximallänge von 67 cm. Für die Gotland-Ringelnatter sind zwei Farbvarianten bekannt. Die erste Variante ist annähernd schwarz (Melanismus), obwohl viele Exemplare kleine weiße oder braune Flecken auf dem Rumpf besitzen, die in Reihen angeordnet sind. Zu dieser dunklen Form zählen etwa 40 Prozent des Gesamtbestandes. Die helle Variante ist hauptsächlich grau, olivgrün oder braun gefärbt. Auf dieser Grundfarbe kommen mehrere dunkle Flecken oder Streifen vor.
Die für die Ringelnatter typischen großen orangen, rötlichen oder weißen Flecken am Hinterkopf sind bei der hellen Variante stets vorhanden. Die dunkle Variante kann gelegentlich helle Nackenflecken aufweisen. Die Gotland-Ringelnatter hat weniger Bauch- und Schwanzschuppen als die Nominatform. Weiterhin haben die Schilder auf dem Kopf eine abweichende Form.

## Verbreitung
Das Verbreitungsgebiet der Gotland-Ringelnatter ist auf Gotland, Fårö, Lilla Karlsö und Gotska Sandön beschränkt. Die Unterart hält sich meist in der Nähe von Wasser auf, z. B. an Teichen, an Seen, an fließenden Gewässern, an der Ostseeküste sowie in Sümpfen und Mooren.
Laut einer phylogenetischen Studie von 2014 erreichte die Unterart Gotland vorwiegend von Mitteleuropa aus. Die ersten Individuen könnten über die Ostsee nach Norden getrieben sein oder Menschen haben sie bewusst bzw. unbewusst eingeführt. Eine spätere Vermischung mit eingeführten Exemplaren aus Südschweden ist nicht ausgeschlossen.

## Lebensweise
Die Gotland-Ringelnatter lebt in der warmen Jahreszeit in der Nähe ihrer Beute, die aus Fröschen, Kröten und Fischen besteht. Die Eiablage erfolgt meist in teilweise verrotteten Pflanzenteilen. Vor dem Winter wandert die Unterart zu einer Stelle mit Steinen oder Felsen, die geeignete Verstecke bietet. Das Winterquartier wird meist im März verlassen.
Exemplare die sich bedroht fühlen, versuchen vorrangig das nächstgelegene Versteck zu erreichen. Andere Varianten des Abwehrverhaltens sind Aufrichten des Vorderkörpers, Scheinangriffe, Abgabe einer übel riechenden Flüssigkeit aus den Postanaldrüsen oder Schreckstarre.
Die Weibchen legen im Juni oder Juli 11 bis 15 Eier. Die Nachkommen schlüpfen nach einer Brutdauer von etwa zwei Monaten.

## Status
Der Bestand nahm vermutlich infolge von Drainagemaßnahmen im 20. Jahrhundert ab. Weiterhin wirkt sich eine geringere Anzahl von Mist- und Komposthaufen negativ auf den Bestand aus. Das Einfangen, Töten oder Verändern bekannter Verstecke der Unterart ist in Schweden gesetzlich untersagt. Die Gotland-Ringelnatter wird in Schwedens Roter Liste als potentiell gefährdet (entsprechend Near Threatened bei IUCN) gelistet.